# Мохаммадпур, Саид
Саид Мохаммадпур Каркарах (перс. سعید محمدپور کرکرق‎, 3 марта 1993) — иранский тяжелоатлет, олимпийский чемпион 2012 года в категории до 94 кг, бронзовый призёр чемпионата мира 2011.

## Карьера
Дебютировал на международной арене в 2009 году на юношеском чемпионате мира, где выступал в весовой категории до 85 кг, занял 3 место с результатом 316 кг. В 2011 году завоевал золото на молодёжном чемпионате мира в Пинанге (Малайзия) в весовой категории до 94 кг. В том-же году на взрослом чемпионате мира в Париже завоевал бронзовую награду в категории до 94 кг с результатом 402 кг (181 кг — рывок, 221 кг — толчок). В 2012 году снова завоевал золото на молодёжном чемпионате мира в Гватемале в весовой категории до 94 кг.
Участник Олимпийских игр 2012 года в Лондоне, где принимал участие в весовой категории до 94 кг, и стал 5-м с результатом 402 кг (183 кг — рывок, 219 кг — толчок). Однако, после дисквалификации атлетов, занявших первые 4 места, к иранцу перешла золотая медаль и звание чемпиона Олимпийских игр.